# Bakrang
Bakrang (nepalski: बक्राङ) – gaun wikas samiti w zachodniej części Nepalu w strefie Gandaki w dystrykcie Gorkha. Według nepalskiego spisu powszechnego z 2001 roku liczył on 772 gospodarstw domowych i 3804 mieszkańców (2110 kobiet i 1694 mężczyzn).